# Arx Fatalis
Arx Fatalis es un videojuego de rol lanzado el 12 de noviembre de 2002 para PC y el 23 de diciembre de 2003 para Xbox por Arkane Studios.
El 14 de enero de 2011, Arkane Studios lanzó el parche 1.21 y el código fuente del juego bajo los términos de la Licencia Pública General de GNU (GPL), aunque los activos del juego siguen siendo propiedad.

## Trama
Arx Fatalis (en latín significa "fortaleza fatal") se encuentra en un mundo cuyo sol ha fallado, lo que obliga a las criaturas que se encuentran por encima del suelo a refugiarse en cavernas subterráneas. La acción en Arx Fatalis se lleva a cabo en una de estas grandes cuevas, donde habitantes de todas las razas, como Trolls, Goblins, Enanos, Humanos, etc., han hecho sus hogares en varios niveles de la cueva. El jugador se despierta dentro de una celda de una prisión y, después de escapar, finalmente descubre que su misión es subvertir y encarcelar al Dios de la Destrucción, Akbaa, que está tratando de manifestarse en Arx.

## Modo de juego
Arx Fatalis tiene un estilo de juego un tanto abierto, lo que permite al jugador asignar puntos de habilidad para el personaje, como lanzamiento de hechizos, armas, armaduras, sigilo, etc. Hay varias misiones secundarias que se pueden emprender. La fabricación simple implica encantar municiones y armas, o crear objetos, como una caña de pescar, llaveros. Los alimentos crudos se pueden cocinar, como rondas de pan, muslos de pollo o empanadas. La trama principal no es lineal con el jugador que recoge los diversos elementos para forjar una espada necesaria para derrotar a Akbaa en un enfrentamiento final. Surgen objetivos adicionales, como tratar con los rebeldes de Arx, las mujeres serpientes y el Rey de Arx. El jugador puede resolver el conflicto entre todos ellos y experimentar varios finales diferentes al conflicto con diferentes consecuencias que de alguna manera afectan la historia.
No hay sistema de diálogo en Arx Fatalis. Más bien, el jugador puede tomar decisiones a través de acciones que llevan a consecuencias diferentes. También hay varias formas de terminar las misiones y el jugador puede avanzar a través del juego de varias maneras diferentes. Por ejemplo, el jugador puede usar la fuerza para matar enemigos y derribar puertas, o puede usar el sigilo y evitar enemigos.
Una mecánica llamativa del juego es el uso de la magia. Manteniendo pulsada la tecla Ctrl y moviendo el mouse en distintas direcciones según lo indiquen las runas que posea el jugador en su inventario, las cuales se dibujan en el aire con gestos del mouse, que deben dibujarse correctamente, para lanzar un hechizo con éxito. El jugador puede encontrar o comprar diferentes runas a medida que avanza el juego, combinaciones de las cuales desbloquean nuevos hechizos.
Esta interfaz gestual se simplificó en la versión de Xbox para tener en cuenta las limitaciones del joypad. Cada dirección del teclado direccional corresponde a una dirección diferente del mouse y se ingresan diferentes combinaciones de direcciones con el teclado direccional para dibujar runas y lanzar hechizos de manera correspondiente. Se puede lanzar de antemano una cola de hasta 3 hechizos, lista para ser activada con solo presionar un botón. También hay un modo mágico instantáneo que le permite al jugador simplemente seleccionar el hechizo deseado que quiere lanzar de una lista de hechizos aprendidos durante el juego.
Además, Arx admite un modo de sigilo que está activo cuando un icono de sigilo está visible en la interfaz. En el modo sigiloso, generalmente cuando un jugador está en áreas oscuras o sombrías, los enemigos no pueden verlos.

## Desarrollo
El diseño de Arx Fatalis estuvo influenciado por los juegos de los ahora extintos Looking Glass Studios, especialmente Ultima Underworld. Arkane Studios ha declarado que Arx Fatalis estaba destinado a ser Ultima Underworld III, sin embargo, mientras Raphaël Colantonio contaba con el apoyo de Paul Neurath, uno de los desarrolladores originales de Ultima Underworld, Electronic Arts, quien era el propietario de los derechos, no permitía a Arkane hacer una secuela con su propiedad intelectual a menos que aceptara algunas de sus disposiciones. Colantonio se negó a aceptar esto y, en cambio, Arkane se lanzó al juego con el espíritu de Ultima Underworld. Colantonio tuvo dificultades para conseguir un editor; con las finanzas casi agotadas, habían firmado a una pequeña editorial que había quebrado en el mes, pero luego aseguró la publicación de JoWooD Productions, que finalmente se lanzó en 2002. Aunque el juego fue bien recibido, se consideró un fracaso comercial.
Arx Fatalis se lanzó para Microsoft Windows el 28 de junio de 2002 y para Xbox el 23 de diciembre de 2003. En abril de 2007, Arx Fatalis se lanzó en la plataforma de distribución digital Steam, seguida de GOG en diciembre de 2008.

## Recepción
Si bien el juego fue bien recibido, fue considerado un fracaso comercial. Arx Fatalis recibió revisiones generalmente favorables de los críticos con una calificación promedio de 80% en GameRankings para la versión de Microsoft Windows y 72.61% para la versión de Xbox, respectivamente una puntuación de 77 sobre 100 en Metacritic para la versión de Microsoft Windows, y 71 de 100 en la versión de Xbox.
Arx Fatalis fue lanzado después de The Elder Scrolls III: Morrowind y Neverwinter Nights, y los críticos afirmaron que, aunque no es tan abierto como Morrowind, atraerá a los fanáticos que gustan de los juegos de rol y calabozos, rindiendo homenaje a juegos como Ultima: Underworld. Greg Kasavin, de GameSpot, se mostró satisfecho con la experiencia que ofrece el juego, al afirmar que "Arx Fatalis es entretenido y de gran apariencia, y debe ser especialmente atractivo para los fanáticos de otros juegos atmosféricos en primera persona, como Thief: The Dark Project, System Shock 2. y Deus Ex, por no hablar de Morrowind de este año. A pesar de estar empañado por algunos problemas técnicos (muchos de los cuales ya han sido solucionados por parches) y en ocasiones confuso para navegar, Arx Fatalis ofrece una experiencia de juego de rol memorable y original", y Dan Adams de IGN disfrutó el juego en general diciendo que "la atmósfera, el sistema de hechizos, los rompecabezas, las voces y la historia fueron lo suficientemente buenos e interesantes como para darme una experiencia bastante agradable".
Arx Fatalis fue nominado como el mejor juego de rol de PC en 2002 por Computer Gaming World, GameSpot y la Academia de Artes y Ciencias Interactivas. También fue finalista para los premios "Surprise of the Year" y "Debut Game of the Year" de RPG Vault, y para los premios "Best Sound" de GameSpot y para los Game Developers Choice Awards "Rookie Studio of the Year". Sin embargo, ganó el premio de RPG Vault por diseño de sonido ese año. Los editores de Computer Gaming World escribieron que Arx Fatalis "tiene sin duda la interfaz más molesta del año, pero afortunadamente, también tiene gráficos nítidos y una gran historia".

## Legado
El elogio crítico que recibió Arx Fatalis le dio a Arkane Studios la oportunidad de trabajar con Valve Corporation para desarrollar un nuevo título en su motor Source, y Colantonio optó por hacer una secuela, Arx Fatalis 2. Sin embargo, las ventas deficientes del primer juego hicieron difícil encontrar un editor; Ubisoft se les acercó y les pidió que aplicaran el motor de juego Arx Fatalis a su Might and Magic. Esto se convirtió en Dark Messiah of Might and Magic, lanzado en octubre de 2006. Refinó el combate cuerpo a cuerpo en primera persona de Arx Fatalis con un menor énfasis en los elementos de rol. Durante este tiempo, Colantonio se mudó de Francia a Austin, Texas, dejando el estudio principal en manos de sus colegas mientras él establecía Arkane Austin en junio de 2006.